# Luis Miguel Sánchez Cerro
Luis Miguel Sánchez Cerro (Piura, 12 agosto 1889 – Lima, 30 aprile 1933) è stato un politico e generale peruviano.
Fondatore del partito Unión Revolucionaria, fu Presidente del Perù dal 27 agosto 1930 al 1º marzo 1931 e dall'8 dicembre 1931 al 30 aprile 1933. Fu assassinato da un militante dell'APRA.